# Schlussmacher
Schlussmacher ist ein deutscher Spielfilm aus dem Jahr 2013. Die romantische Komödie ist die zweite Regiearbeit von Matthias Schweighöfer. Im Mittelpunkt der Handlung steht der Mitarbeiter einer Trennungsagentur, der im Auftrag von und stellvertretend für andere Liebesbeziehungen beendet und dessen Alltag eine Wendung nimmt, als sich der von seiner Freundin verlassene Toto in seiner Trauer und Einsamkeit an Pauls Fersen heftet. Die Hauptrollen sind mit Matthias Schweighöfer und Milan Peschel besetzt.

## Handlung
Paul Voigt arbeitet für eine Trennungsagentur. Er steht kurz davor, seine 1000. Trennung zu vollenden und damit zum Partner seiner Firma aufzusteigen. Doch als er Thorsten ‚Toto‘ Kuhlmann, seinem nächsten Kunden, die Nachricht seiner Trennung überbringt, bricht für diesen eine Welt zusammen. Toto muss nicht nur sofort aus der Wohnung seiner Freundin Kathi ausziehen, sondern soll auch als Zieh-Vater ihrer Tochter keine Rolle mehr spielen. Das nimmt er sich sehr zu Herzen und will sich nicht so einfach damit abfinden. Deshalb will er um seine Liebe kämpfen. Paul muss ihn zur Vernunft bringen, da auch das zu seinem Job gehört. So nimmt er den nun wohnungslosen Toto erst einmal mit zu sich nach Hause. Doch damit nimmt sein eigenes Leben eine dramatische Wendung, denn nun wird er Toto nicht mehr los und bringt unbeabsichtigt Pauls Freundin dazu, sich von Paul zu trennen.
Da Toto mehrfach versucht sich das Leben zu nehmen, kann Paul die Verantwortung für ein Menschenleben auch nicht so einfach ablegen. Er lässt es sogar zu, wenn auch widerwillig, dass Toto als sein persönlicher Chauffeur agiert. Hier erlebt er, mit welchem Einfallsreichtum Paul seinen Kunden begegnet. So hat es eine junge Frau nicht fertig gebracht, ihrem Freund zu erklären, dass sie eigentlich einen anderen liebt. Deshalb wurde auch die Trauung nicht abgesagt und Paul erscheint nun am Tag der Hochzeit in der Kirche und tritt als alter Freund auf, der nun rührend erklärt, ohne die Braut nicht leben zu können. So kann diese nicht anders, als den Bräutigam vor dem Alter stehen zu lassen und mit Paul eilig die Kirche zu verlassen, wo sie mit ihrem neuen Freund eilig davon fährt. Bei seinem nächsten Termin funkt ihm Toto allerdings dazwischen und bei einem Beratungsgespräch mit einer potentiellen Kundin gibt Toto der jungen Frau Tipps, wie sie ihre Beziehung retten könne. Damit fehlt Paul ein „Abschluss“ und sein Ziel als Partner der Agentur zu arbeiten rückt in weite Ferne.
Pauls nächster Auftrag ist ein wenig knifflig. Der Kunde Günter Schmitz möchte seine Frau Gabriela loswerden, die ihn laut Ehevertrag bei einer normalen Scheidung zu viel kosten würde. Deshalb soll die Trennungsagentur der Ehefrau „Untreue nachweisen“, was so organisiert wurde, dass ein Gigolo die Frau verführen soll und Paul als Zeuge das ganze filmt und bestätigt. Leider hat der Mann den Einsatzort verwechselt und sitzt in Frankfurt an der Oder, sollte aber in Frankfurt am Main sein. Um nicht auch diesen Auftrag platzen zu lassen, muss Paul handeln. Allerdings erweist sich sein Opfer anscheinend als unverführbar. Hier ist es nun Toto, der ihm helfen kann, denn mit seinen „Tanzkünsten“ gelingt es den Auftrag zu retten. Allerdings mit großem persönlichen Einsatz und am Ende anders als erwartet, denn ihr Opfer bemerkt den Schwindel und wird zur Furie. Auf der Verfolgungsjagd begegnet sie dann dem „Mann ihres Lebens“ und lässt von den beiden ab.
Nach Tagen der gemeinsamen Arbeit mit Toto steht Paul kurz vor seinem 1000. Abschluss. Während Toto wie üblich am Auto wartet, muss Paul einer jungen Frau die Nachricht von der Trennung überbringen. Sie wohnt bei ihren Eltern und diesmal ist es der Vater, vor dem Paul fliehen muss. Der schießt mit einem Gewehr auf ihn und dank Totos Unterstützung gelingt ihm unbeschadet die Flucht. Paul verdankt ihm nun eigentlich sein Leben und so entsteht allmählich eine Freundschaft zwischen ihnen. Dabei kommen Paul schon manchmal Zweifel an seiner Arbeit, wenn er erlebt, wie Toto den Leuten positiv zureden kann, um deren Beziehung zu retten. So hatte Toto auch schon lange erkannt, wie sehr Paul unter seiner Trennung leidet, auch wenn er sich das nicht eingestehen will. So ist er dabei Paul die Augen zu öffnen, dass er seine Freundin Natalie noch nicht ganz aufgeben soll. Im Gegenzug verrät Paul seinem Freund, dass es seiner Kathi gar nicht so ernst war mit der Trennung, wie er es ihm übermittelt hatte. Sie hatte sich sogar bei Paul telefonisch gemeldet, um zu fragen wie Toto die Trennung verkraftet hätte. Darüber wird Toto derart wütend, dass er Pauls Dienstwagen zu Schrott fährt. Schwer verletzt muss Toto ins Krankenhaus gebracht werden und liegt im Koma. Paul will noch schnell seinen 1000. Auftrag erledigen, bekommt es aber diesmal nicht fertig, die junge dreifache Mutter vor vollendete Tatsachen zu setzen und er kündigt sogar bei der Trennungsagentur „Happy End“. Als Toto aus dem Koma erwacht sitzt Paul an seinem Bett und hat eine Überraschung für seinen Freund: er hat Kathi und ihre kleine Jenny zu ihm geholt. Er selber eilt zu seiner Natalie und findet zu seiner wahren Liebe zurück.

## Hintergrund

### Idee und Drehbuch
Erste Ideen zur Handlung des Films entstanden bereits kurz nach Abschluss von Matthias Schweighöfers erster Regiearbeit What a Man (2011). Auf der Suche nach einem Nachfolgeprojekt, das „ein bisschen larger than life ist und gleichzeitig den Alltag und die Probleme des Publikums“ widerspiegeln sollte, präsentierte Drehbuchautor Doron Wisotzky Schweighöfer und seinen Partnern der gemeinsamen Produktionsfirma Pantaleon Films, Dan Maag und Marco Beckmann, ein kurzzeiliges Exposé, welches er bereits vor Jahren verfasst hatte. Dieses basierte auf einer Internetmeldung über real existierende Trennungsagenturen, die im Auftrag von Personen die Liebesbeziehungen mit deren Partnern beenden. Interessiert an dem Stoff, beschloss das Team innerhalb nur einer halben Stunde, dass das Exposé als Basis des nächsten Films von Pantaleon dienen würde. Wisotzky, der kurz daraufhin mit den Arbeiten zum Drehbuch begann, bediente sich beim Schreiben – ähnlich wie bei What a Man – einem Pool an Ideen, die durch gemeinsames Brainstorming entstanden und mitunter „sagenhaft skurrilen Trennungssituationen“ der Beteiligten entstammten.
Während zunächst eine Reihe belustigender Anekdoten das komödiantische Grundgerüste des Drehbuchs bildeten, verschoben sich die Bedingungen der Handlung mit Entwicklung des Skripts zunehmend. Augenmerk der Produktion war es, keine visuelle „Ermutigung zum Schlussmachen zu drehen, sondern das Für und Wider zu beleuchten“. Laut Schweighöfer liegt der Schwerpunkt des Films auf dem Wechsel zweier Pole, die sich zum einen aus dem Witz an skurrilen Trennungsmotiven als auch aus den negativen Seiten des Beziehungsendes zusammensetzen, und der Frage danach, ob es „wirklich nötig ist, Schluss zu machen, oder ob man damit einfach nur den bequemeren Weg wählt, anstatt noch einmal aufeinander zuzugehen“. Personifiziert werden diese beiden Pole durch die Charaktere Paul und Toto, deren Gegensätzlichkeit sich schnell zum Herzstück der Geschichte entwickelte und der bis dato oberflächlich gehaltenen Aneinanderreihung kurioser Trennungssituationen mittels verschiedener Ansichten „eine zusätzliche Reflexionsebene“ auf Buddy-Film-Ebene hinzufügte. So ist der desillusionierte, emotional blockierte Paul überzeugt, in seinem Job das Richtige zu tun, während für den hoffnungslosen Romantiker Toto mit Trennungsbotschaft eine Welt zusammenbricht.

### Besetzung
Für die Rolle Totos, dem Gegenspieler Schweighöfers, welcher von Anfang als Regisseur und Hauptdarsteller vorgesehen war, wurden im Rahmen des Castingprozesses zunächst „Kumpel-Typen“ in Schweighöfers Alter gesucht. Laut Dan Maag befand das Produktionsteam jedoch recht schnell, dass dies schauspielerisch nicht funktionieren würde und die Rolle einen Darsteller verlangte, der auf den ersten Blick nicht mit Schweighöfer zusammenpasste. Danach führte man unter der Devise „je schräger die Kombi, desto besser“ das Casting fort und stieß schließlich auf Milan Peschel. Dieser hatte mit Schweighöfer in den Jahren 2010 und 2011 bereits in der Tatort-Produktion Weil sie böse sind, Detlev Bucks Travestie-Komödie Rubbeldiekatz aber auch in What a Man gemeinsam vor der Kamera gestanden. Regisseur Schweighöfer äußerte seine Wertschätzung gegenüber Peschels Spiel, durch das während der Dreharbeiten „viele Zwischentöne entstanden, die man so gar nicht planen“ konnte.

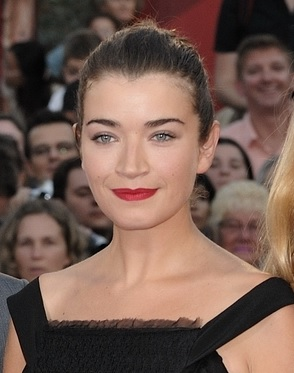
Anna Bederke (2010)

Die Besetzung der beiden wichtigsten weiblichen Rollen erfolgte in erster Linie durch Jungschauspielerinnen mit bislang unverbrauchtem Leinwandgesicht. Obwohl die Filmemacher von Anfang an beabsichtigten, „frische neue Talente zu präsentieren“, erwies sich die Suche im deutschsprachigen Raum als schwierig. Da die Möglichkeit bestand, neben Schweighöfer als kommerzielles Zugpferd des Films jedoch auf weitgehend unbekannte Namen zu setzen, bot sich den Produzenten damit die Chance, „auch mal links und rechts der üblichen Verdächtigen zu gucken, statt immer nur auf vermeintlich sichere Namen zu setzen“. Die gebürtige Kanadierin Catherine de Léan in der Rolle von Pauls Freundin Natalie hatte das Team dabei nach eigenen Aussagen schon längere Zeit auf dem Schirm, nachdem sie 2010 neben Max Riemelt in der deutschen Horrorproduktion Urban Explorer zu sehen gewesen war. Anna Bederke hatte wiederum durch ihr Spiel in Fatih Akıns Komödie Soul Kitchen (2009) auf sich aufmerksam gemacht. Obwohl zunächst Bedenken im Raum standen, dass Bederke Schweighöfer äußerlich zu wenig ähnele, um seine Schwester verkörpern zu können, überzeugte sie schließlich durch ihre Authentizität und ihren Typ.
In Nebenrollen sind Nadja Uhl als Totos unentschlossene Lebensgefährtin Kati und Heiner Lauterbach als Pauls gefühlskalter Agenturchef Georg Adler zu sehen. Manuela Wisbeck übernahm die Rolle der „unkontrollierbaren Furie“ Gabriela, die Gattin eines Kunden Pauls. Laut Schweighöfer war Wisbeck bereits früh für die Rolle im Gespräch und überzeugte nebst der für den Charakter notwendigen Maße durch ihr „brillantes Comedy-Timing“. Gennadi Vengerov wurde als tobsüchtiger Oligarch Sokolow engagiert, während seine Gattin mit Schweighöfers Mutter Gitta besetzt wurde. In kurzen Gastauftritten sind wiederum die Schauspieler Richy Müller, Jacob Matschenz, Detlev Buck, Tom Beck und Tim Sander, Silbermond-Schlagzeuger Andreas Nowak wie auch das hessische Komikerduo Badesalz zu sehen.

### Dreharbeiten
Der Stab setzte sich während der Produktion vorwiegend aus denselben Personen zusammen, die auch schon an What a Man mitgewirkt hatten. Neben dem Drehbuchautor Doron Wisotzky waren so u. a. auch der Co-Regisseur Torsten Künstler, der Kameramann Bernhard Jasper, der Set-Aufnahmeleiter Dirk Eberling als auch die beiden Komponisten Peter Horn und Andrej Melita wieder dabei. Produzent Maag befand, dass sich die „gewisse qualitative Kontinuität und kollektive Entwicklung“ durch Verpflichtung derselben Mitwirkenden positiv auf die Dreharbeiten auswirkte, und lobte vor allem Schweighöfers Fortentwicklung als Regisseur, der bei ihrem gemeinsamen Vorgängerprojekt noch „unsicherer und zögerlicher“ gewirkt aber dadurch auch „ein unglaublichen Blick für kleine Momente, Reaktionen und Timing entwickelt“ habe. Produziert wurde Schlussmacher durch die von Schweighöfer und dem Mitproduzenten Marco Beckmann im Jahr 2009 gegründete Firma Pantaleon Entertainment sowie der im Jahr darauf entstandenen Tochterfirma Pantaleon Films in Zusammenarbeit mit Fox International Productions und Amalia Film. Maßgeblich gefördert wurde die Herstellung durch HessenInvestFilm, die Medienboard Berlin-Brandenburg, die Filmförderungsanstalt (FFA) und den Deutschen Filmförderfonds (DFFF). Das Land Hessen steuerte mit 600.000 Euro den größten Förder-Anteil bei. Die Produktionskosten beliefen sich auf rund 4,7 Millionen Euro.
Die Dreharbeiten zu Schlussmacher fanden vom 20. März bis 17. Mai 2012 in Berlin, Brandenburg und Hessen statt. Drehbeginn war in Berlin, wo unter anderem am Hackeschen Markt, am Alexanderplatz und am Potsdamer Platz gefilmt wurde. Für Innenaufnahmen in der fiktiven Trennungsagentur Happy End wurden eigens Räumlichkeiten der Werbeagenturen Springer & Jacoby und Scholz & Friends angemietet. Anschließend zog das Team weiter in die Ortschaft Caputh im Landkreis Potsdam-Mittelmark, bevor die Aufnahmen in Frankfurt am Main fortgesetzt wurden. In der Mainmetropole, deren fotografische Vorzüge der Skyline Schweighöfer mit der amerikanischen Küstenstadt Boston verglich, wurde u. a. auf dem Dach eines Parkhauses an der Konstablerwache, in einem Spielzeugladen an der Großen Friedberger, in der Villa Kennedy, einem ehemaligen Dresdner-Bank-Gebäude in der Mainzer Landstraße, auf einem Golfplatz in Niederrad sowie im Wendelsweg im Stadtteil Sachsenhausen für die Kamera inszeniert. Außerdem wurde im Klinikum Darmstadt gedreht. Beendet wurden die Dreharbeiten im nordhessischen Schwalm-Eder-Kreis auf dem Schloss Garvensburg in Fritzlar-Züschen und im Landkreis Waldeck-Frankenberg am Edersee, dessen Staumauer und am Schloss Waldeck.

### Filmmusik
Für die Auswahl der musikalischen Untermalung der Produktion zeigte sich Schweighöfer erneut vorwiegend selbst verantwortlich. Die Lieder des Soundtracks, welcher am 11. Januar 2013 bei Polydor Records erschien, entnahm er dabei seiner eigenen Musiksammlung als auch dem Internet. Der Track „Hurt Lovers“ der britischen Boygroup Blue fungierte als Titelsong zum Film und war nach ihrem Eurovision-Song-Contest-Beitrag „I Can“ (2011) zugleich die zweite Single des Quartetts seit ihrer Wiedervereinigung im Jahre 2009. Schweighöfer und Darsteller Milan Peschel waren im zugehörigen Musikvideo wiederum in Cameo-Auftritten zu sehen. Die restlichen Titel zeichneten sich vorwiegend durch Newcomer- oder Indie-Künstler aus, darunter Leslie Clio und Amy Kuney; die Gruppe Abby komponierte das Lied „We Won't Worry“ eigens für den Film.

## Soundtrack
| Nr. | Titel                  | Interpret                 | Länge |
| --- | ---------------------- | ------------------------- | ----- |
| 1.  | Hurt Lovers            | Blue                      | 3:55  |
| 2.  | I Couldn't Care Less   | Leslie Clio               | 3:16  |
| 3.  | We Don't Worry         | Abby                      | 3:43  |
| 4.  | Lost                   | Martin Todsharow          | 1:36  |
| 5.  | Don't Go Slow          | Benjamin Francis Leftwich | 3:49  |
| 6.  | Time Is Now            | Youthkills                | 4:07  |
| 7.  | Clouded Conscience     | Timothy                   | 3:17  |
| 8.  | Gasoline Rainbows      | Amy Kuney                 | 4:34  |
| 9.  | The Answer             | Josh Kumra                | 2:56  |
| 10. | Living Lost and Broken | Hurricane Love            | 4:04  |
| 11. | Fall Into Pieces       | Andrej Melita, Peter Horn | 3:51  |
| 12. | I Saw a Stone          | The Rocketboys            | 7:41  |
| 13. | Boy From the Sun       | Niva                      | 2:29  |
| 14. | And the Night Cries    | Timothy                   | 3:46  |
| 15. | Eight Days             | Twin Atlantic             | 3:02  |
| 16. | Daddy Cool             | Boney M.                  | 3:28  |
| 17. | Hope                   | Martin Todsharow          | 5:18  |

## Kritiken
Filmstarts.de urteilte: „Matthias Schweighöfer geht unbeirrbar seinen Weg und zeigt in der Komödie Schlussmacher einmal mehr seine Star-Qualitäten. Seinem Ziel, sich auch als Regisseur zu etablieren, ist er dabei einen Schritt nähergekommen – erreicht hat er es aber noch nicht […] Am Ende ist Schlussmacher eine klare Steigerung gegenüber What a Man, aber mit seinem allzu offensichtlichen Schielen zur Konkurrenz aus Hollywood schießt der Regisseur Schweighöfer zuweilen auch deutlich übers Ziel hinaus.“
Bei Cinema urteilten die Kritiker: „Der Film lebt vom gegensätzlichen Zusammenspiel des dominanten, machohaften Schweighöfer und des wuseligen Knautschgesichts Milan Peschel, die auch schon in der berühmten Tatort-Folge Weil sie böse sind gemeinsam vor der Kamera standen. Das funktioniert prächtig. Weniger gelungen sind die stereotypen Figurenzeichnungen und der brüllige Humor. Dass die übelsten Scherze des Films zu Lasten einer übergewichtigen Frau mit Schwellbusen gehen, zeugt nicht gerade von funkelnder Kreativität. Auch die Verwechslung von Frankfurt am Main und Frankfurt an der Oder ist über 20 Jahre nach der Wende wirklich ein Brüller. Die Schweighöfer-Fans werden über solche Schwächen hinwegsehen. Wünschenswert wäre dennoch, dass der Sympathieträger seine Regieambitionen endlich auf andere Genres ausweitet. Fazit Roadmovie-Comedy mit gutem Darstellerduo, aber mäßigen Gags.“
Quotenmeter.de wertet sehr negativ: „Schlussmacher verpasst der Fremdscham eine neue Dimension. Maßgeblich dafür verantwortlich ist das Drehbuch von Doron Wisotzky, der schon das Skript zur Komödie What a Man verfasste. Nahezu jedes erdenkliche Klischee verwurstet Wisotzky in seiner Geschichte über einen Typen, dessen Hauptberuf Trennungen sind. Dazu liefert die Handlung eine Aneinanderreihung infantilen Humors, der ganz schwer zu ertragen ist – Fäkalwitze und Späße auf Kosten von Dicken oder Homosexuellen inbegriffen. […] Schlussmacher ist zweistündiger Klamauk auf niedrigstem Niveau. Wenn man hoffnungslos denkt, dass die Geschmacklosigkeiten und Qualen endlich vorbei sind, geht es noch schlimmer weiter. Am Ende bleibt nichts als Ärger über so viel filmischen Dünnschiss.“
„Das Ganze wäre tatsächlich eine hübsche Komödienidee, wenn Matthias Schweighöfer nicht so einen unglücklichen Hang zu den allerplattesten Albernheiten hätte. […] Statt auf klugen Wortwitz und eleganten Slapstick setzt der Film im Zweifelsfalle lieber auf derbe Primanerspäße. Da spürt man, dass Schweighöfer gut bei seinem Kollegen, Mentor und Freund Til Schweiger aufgepasst hat; der Erfolg bei der breiten Masse der amüsierwilligen Zuschauer wird ihm recht geben, immerhin hatte auch schon Schweighöfers eher derbhumoriger What A Man fast zwei Millionen Zuschauer.“ meinte dazu epd Film.
Das Lexikon des internationalen Films konstatierte: „Alberne Mischung aus Road Movie und Buddy-Komödie, die übliche Klischees des Geschlechterkriegs bedient, über die Kälte einer Gesellschaft, in der Gefühle Gegenstand einer Dienstleistung werden, aber nichts zu sagen weiß. Bemerkenswert ist allenfalls die Spielfreude der beiden Hauptdarsteller.“

### Produktplatzierung
Manche Kritiken gehen auch auf die Produktplatzierung im Film ein:
So schrieb Lea Hermann für Focus: „Auf die Nerven geht irgendwann die Schleichwerbung im Schlussmacher, die eigentlich gar nichts mehr mit schleichen zu tun hat. Äußerst offensichtlich sind die Produkte platziert. Mal liegt ein Schokoriegel gut erkennbar neben Paul im Bett, mal fallen Dosen eines bekannten Energy-Drink-Herstellers aus dem Auto. Oder man denkt, es läuft Werbung, wenn Paul gefühlte fünf Minuten auf das Display seines Smartphones mit sehr gut erkennbaren Marken-Logo starrt.“
Die Welt befand etwas nüchtern: „Herausragend ist nur das allzu auffällige Product Placement.“ In einem Interview mit der Neuen Osnabrücker Zeitung erklärt Schweighöfer dazu: „Es stimmt natürlich, dass Bahlsen unser Product-Placement-Partner war. Ein Super-Deal, weil wir auch weiterhin zusammenarbeiten – in einem Spot, der sowohl die Kekse als auch unseren Film bewirbt. Das sind die Spielregeln: Wer eine Firma gründet, muss Rechnungen bezahlen.“

## Erfolg
Schlussmacher feierte am 7. Januar 2013 im Cinestar-Kino im Sony Center in Berlin Premiere und wurde in Deutschland am 10. Januar von seinem Verleih zur öffentlichen Vorführung freigegeben. Der Spielfilm verzeichnete nach Ende des ersten Vorführwochenendes rund 455.000 Kinogänger und verdrängte damit Peter Jacksons Romanverfilmung Der Hobbit – Eine unerwartete Reise (2012) von der Spitze der deutschen Kinocharts. Der Kopienschnitt lag bei Vorführung in 451 Kinos über der 1000er-Besuchermarke. Dem Film gelang der erfolgreichste Start einer deutschen Produktion seit Til Schweigers Kokowääh (2011). Innerhalb von zwei Wochen sahen rund eine Million Zuschauer den Film. Im Jahr 2013 wurden bundesweit 2.481.019 Besucher an den deutschen Kinokassen gezählt, womit der Film den 11. Platz der meistbesuchten Filme des Jahres belegte.
Mit einem Gesamteinspielergebnis von 18,5 Millionen Euro und mehr als 2,5 Millionen Besuchern avancierte Schlussmacher nach Fack ju Göhte und Kokowääh 2 zur dritterfolgreichsten deutschen Filmproduktion des Kinojahres 2013.

## Auszeichnungen
- 2013: Romy als Bester Kinofilm
- 2013: Bambi als Bester Film national
- 2013: Publikumspreis des Deutschen Filmpreises